# Edgar Lehembre
Edgar Lehembre (1903 - 1970) was een Vlaams arts en politicus voor het VNV. Daarnaast was hij voorzitter, genaamd Diets Jeugdleider, van de  Nationaalsocialistische Jeugd in Vlaanderen (NSJV) tijdens de Tweede Wereldoorlog.
Lehembre was in 1936 actief geworden in het Vlaams Nationaal Verbond (VNV) en kreeg meteen de tweede plaats op de Antwerpse Kamerlijst. Ook werd hij tot leider benoemd van het gewest Antwerpen-Noord. In mei 1936 werd hij arrondissementsleider ter vervanging van Maurits Lambreghts. In maart 1938 werd hij door Staf De Clercq, de leider van het VNV, benoemd tot leider van het Algemeen Vlaams Nationaal Jeugdverbond (AVNJ). Op 10 mei 1940, bij het begin van de inval van België door nazi-Duitsland, werd Edgar Lehembre gevangengenomen door de Belgische veiligheidsdiensten en gedeporteerd naar Frankrijk. In Abbeville ontsnapte hij aan het Bloedbad van Abbeville, een wilde schietpartij door Franse militairen waarbij 20 medegevangenen de dood vonden. Hij kwam in augustus van datzelfde jaar terug naar België om er het leiderschap van het AVNJ terug op te nemen. Op 8 juli 1941 smolten op initiatief van de Duitse bezetter verschillende jeugdbewegingen, waaronder het AVNJ, samen tot de  Nationaal-Socialistische Jeugd Vlaanderen (NSJV), waarvan Lehembre de leider werd. In juni 1943 zei Lehembre elke samenwerking met de Duitse jeugdorganisaties op en meldde dit persoonlijk aan de Hitlerjugend. Hendrik Elias, de leider van het VNV, nam daarop afstand van Lehembre en op 20 november 1943 werd Lehembre, officieel omwille van 'gezondheidsredenen', tot ontslag gedwongen als leider van het NSJV. Na de Tweede Wereldoorlog werd hij door het Belgisch gerecht ter dood veroordeeld. Zijn straf werd later omgezet in levenslange dwangarbeid. Uiteindelijk werd hij in 1951 reeds vrijgelaten en hernam zijn artsenpraktijk in Antwerpen. Hij overleed in 1970, 67 jaar oud.